# Etmopterus schultzi
Etmopterus schultzi es una especie de pez de la familia Dalatiidae en el orden de los Squaliformes.

## Morfología
Los machos pueden alcanzar 27 cm de longitud total.

## Depredadores
En los Estados Unidos es depredado por Merluccius albidus .

## Reproducción
Es ovovivíparo.

## Hábitat
Es un pez de mar y de aguas profundas que vive entre 200-1.000 m de profundidad.

## Distribución geográfica
Se encuentra desde Texas hasta Florida, el norte del Golfo de México y México.